# Ріта Горгонова
Ріта Ґорґонова (справжнє ім'я Емілія Маргерита Ґорґон, до шлюбу Іліч) була польською гувернанткою та головною героїнею однієї з найвідоміших кримінальних історій Другої Польської Республіки. Народилася 7 березня 1901 року в Книні, Далмація, Австро-Угорщина, вона була визнана винною у вбивстві Ельжбети Заремби, дочки Генрика Заремби, архітектора зі Львова. Вбивство, яке сталося 30 грудня 1931 року, вважалось найбільшим злочином Польщі того часу. Горгонова, яка мала сина і двох доньок, загинула за невідомих обставин: її доля після 1939 року не встановлена.

## Раннє життя
Емілія Маргерита Іліч була сербського або хорватського походження. Її батько був лікарем, який помер, коли їй було три роки. Згодом її мати одружилася вдруге.
У 15 років Маргерита вступила в шлюб з полковником австро-угорської армії Ервіном Горгоном. Ймовірно, у 1918 році вона народила сина і оселилася у Львові з родиною чоловіка. У 1921 році чоловік покинув Польщу і в пошуках роботи емігрував до США. Незабаром після цього свекор змусив Риту залишити їхній будинок, оскільки вони помилково звинуватили її в аморальній поведінці. Горгонова, яка вважалася дуже привабливою жінкою, залишила сина у свекрухи і забезпечувала себе, працюючи гувернанткою.

## Робота з родиною Заремба
У 1924 році Горгонова стала гувернанткою в будинку 41-річного архітектора Генрика Заремби. Вона жила на його віллі в Брюховичах, що за 7 кілометрів від Львова. До того, як працевлаштувати Горгонову, Заремба розлучився зі своєю дружиною, яка перебувала в притулку, оскільки страждала від психічних проблем. Заремба та його колишня дружина мали двох дітей: доньку Ельжбету (нар. 1914) та сина Станіслава (нар. 1917).
Окрім обов'язків гувернантки, Горгонова керувала будинком. Приблизно через рік у Горгонової та Заремби почався роман, який призвів до народження дочки Романи в 1928 році. Пізніше Горгонова стверджувала, що сподівалася пошлюбити багатого архітектора. Тим часом близькі стосунки батька та гувернантки помітила Ельжбета, яка часто сперечалася з цього приводу з батьком.

## Вбивство
У ніч з 30 на 31 грудня 1931 року Ельжбета (Люся), яка спала у своєму ліжку, була вдарена тупим предметом у голову і померла на місці. Вбивство виявив Станіслав Заремба, якого розбудив собака, і стривожив мешканців будинку. Був викликаний лікар Людвік Чала разом із поліціянтом, який оглянув кімнату.
Оскільки непрямі докази вказували на Горгонову, її негайно заарештували. Також на шість тижнів був заарештований підозрюваний у співпраці за вбивство Генрик Заремба. Крім того, детективи поліції опитали садівника та підлітка з Брюховичів, який таємно був закоханий у Люсю.
Під час допиту Горгонова наполягала на своїй невинуватості. Фахівці поліції дійшли висновку, що вбивство вчинив мешканець будинку, оскільки на підвіконні та в снігу навколо будівлі не було слідів кроків. Крім того, слідів злому виявлено не було, а сімейний пес Люкс цієї ночі не гавкав. Згідно з офіційним звітом поліції, Горгонова перетнула коридор зі своєї кімнати до кімнати Люсі та вбила дівчину. Потім вона відкрила вікно і проникла пальцем у вагіну мертвої, намагаючись інсценувати зґвалтування. Вийшовши з кімнати Люсі, Горгонова помітила собаку Люкса, якого вдарила по голові. Собака заскавчав, розбудивши Станіслава Зарембу, який спав у їдальні. Хлопець вийшов у коридор, помітивши людину, одягнену в овчину, яка стоїть біля ялинки. Пізніше Стас стверджував, що це була Рита.
Не маючи змоги повернутися до своєї спальні, Горгонова вибігла через вхідні двері. Увійшовши в свою спальню, вона розбила маленьке вікно, порізавши палець. Потім вона змінила нічну сорочку і приєдналася до інших мешканців будинку. 31 грудня Горгонова кинула льодоруб у басейн, втративши свічку. Згодом знайшли закривавлену хустку, також сліди крові на овчині Рити. Кров на хустці й овчині була групи II, а у Горгонової — І. Проте висновки поліційних експертів були поставлені під сумнів відомим львівським ученим Людвіком Гіршфельдом.

## Судовий процес
14 травня 1932 року, після короткого судового процесу, окружний суд Львова засудив Риту Горгонову до страти. Через низку юридичних помилок та апеляцій її захисту (Мечислава Еттінгера з Варшави, Йозефа Возняковського з Кракова та Мауріція Аксера зі Львова) вирок пізніше був змінений Верховним судом. Перебуваючи у в'язниці, 20 вересня 1932 року Маргерита народила дочку Єву. Тим часом її справу було передано до окружного суду Кракова, який 29 квітня 1933 року засудив Риту до восьми років. Горгонова мала бути звільнена 24 травня 1940 року, але через німецьке вторгнення в Польщу її звільнили 3 вересня 1939 року.
Подальша доля Рити Горгонової невідома. Її дочки стверджують, що вона пережила Другу світову війну. За деякими даними, вона переїхала до Сілезії або мала газетний кіоск в Ополе. Інші джерела стверджують, що вона покинула Польщу й оселилася в Південній Америці.
У 1977 році режисер Януш Маєвський зняв повнометражний фільм «Справа Горгонової», роль Ріти зіграла Ева Далковська. У 2014 році дочка Рити Єва та онука Маргарита Іліч-Лісовська заявили про намір відновити судовий розгляд і змінити вирок.